# Mohammad Zahir Aghbar
Pour l’article homonyme, voir Aghbar.
Mohammad Zahir Aghbar (en pachto/dari : محمد ظاهر اغبر ; également orthographié Akhbar, né en 1964 dans la province de Nangarhar) est un diplomate afghan et un responsable des forces de sécurité intérieure. Sa carrière l'amène à occuper les postes d'ambassadeur d'Afghanistan au Tadjikistan et de président du comité national olympique d'Afghanistan,.

## Biographie

### Jeunesse
Mohammad Zahir Aghbar naît en 1964 dans la province de Nangarhar.

### Sécurité intérieure
Au cours de sa carrière au sein des services de sécurité intérieure d'Afghanistan, il atteint le poste de chef de la police nationale afghane, il quitte le service au grade de lieutenant général.

### Comité national olympique d'Afghanistan

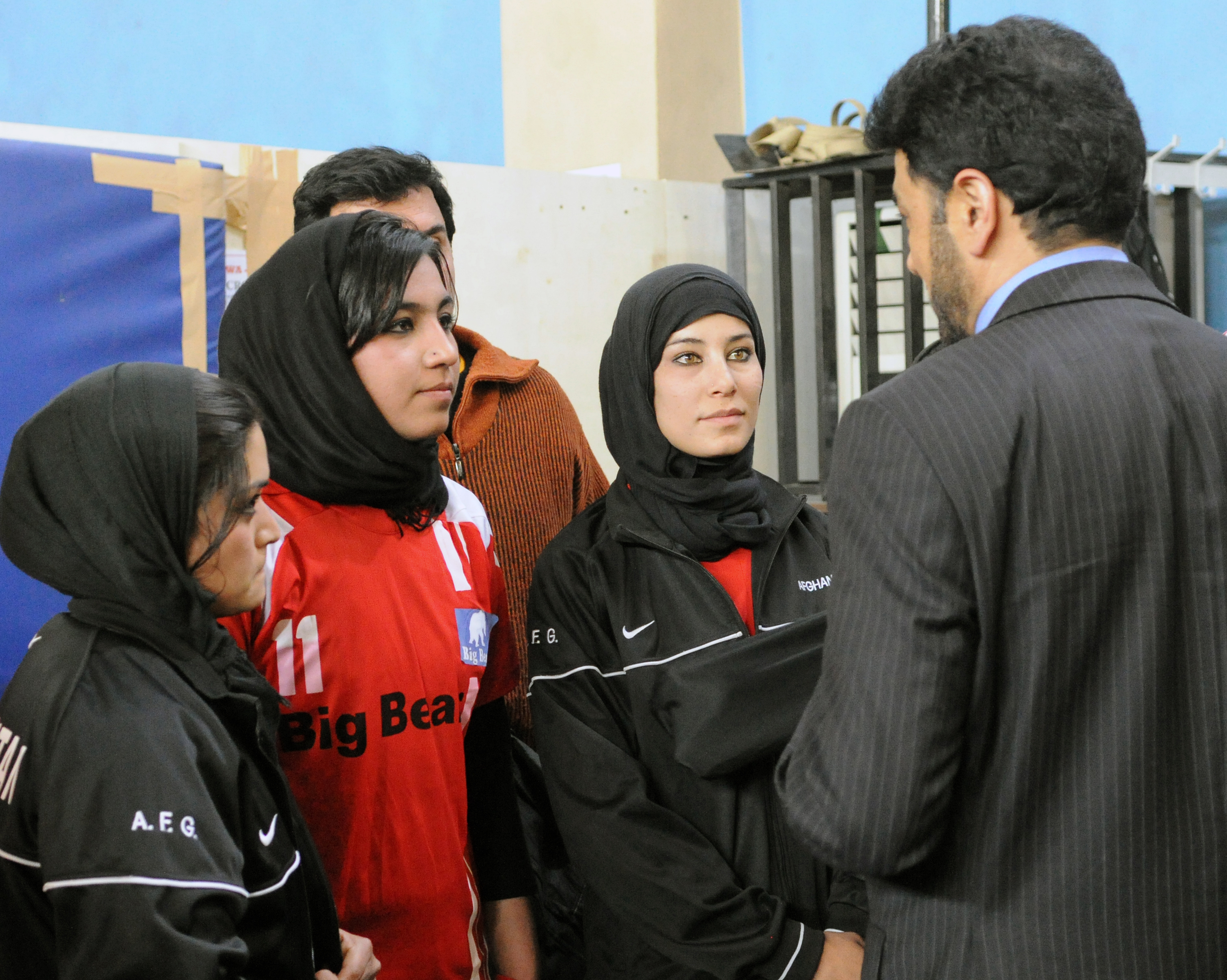
Aghbar félicite l'équipe olympique féminine afghane de basket-ball en 2012.

Mohammad Zahir Aghbar est à la tête du Comité national olympique d'Afghanistan à partir de 2009 jusqu'à l'élection de Fahim Hashimy (en) en 2014. Pendant ce temps, il soutient la campagne présidentielle d'Abdullah Abdullah en 2014, y compris lors des protestations contre le résultat, et travaille plus tard pour lui comme conseiller en sécurité.
Après la démission d'Hashimy à la tête du comité l'année suivante, Aghbar est de nouveau été élu à la tête du comité, au grand dam d'Hashimy, qui déclare les résultats nuls et non avenus. Après une enquête gouvernementale convenue avec son rival, Aghbar organise une manifestation à Kaboul. Il perd l'intérêt pour le poste de président en 2017, ce qui ouvre la voie à l'élection de Hafizullah Wali Rahimi (en) en 2018.

### Carrière diplomatique
La carrière diplomatique d'Aghbar commence en 2018, lorsqu'il est nommé consul général en Allemagne. Il devient ensuite ambassadeur d'Afghanistan au Tadjikistan, présentant ses lettres de créance diplomatiques le 20 février 2020.

### Offensive des talibans
Après la chute de Kaboul aux mains des talibans en août 2021, Aghbar rejoint la résistance du Panchir.  Il dénonce également la fuite d'Ashraf Ghani, demande son arrestation pour avoir prétendument pris la fuite avec quelque 169 millions de dollars américains, et déclare que « le Panjshir restera fort contre quiconque veut réduire les gens en esclavage ». Aghbar affirme que Ghani « a volé 169 millions de dollars dans les coffres de l'État » et demande à Interpol d'arrêter non seulement Ghani, mais aussi ses deux collaborateurs Hamdallah Moheb et Fazl Mahmoud Fazli pour avoir volé des fonds publics,,.
Dans une interview avec Eurasianet (en), Aghbar déclare sa volonté de continuer à travailler, même sans salaire, et affirme en outre que Ghani « avait un accord préalable avec les talibans ».